# Osbaldo Fuentes
Osbaldo Fuentes (17 de febrero de 1992) es un deportista mexicano que compite en piragüismo en la modalidad de aguas tranquilas. Ganó dos medallas de bronce en los Juegos Panamericanos de 2019.

## Palmarés internacional
| Juegos Panamericanos | Juegos Panamericanos | Juegos Panamericanos | Juegos Panamericanos |
| Año                  | Lugar                | Medalla              | Competición          |
| -------------------- | -------------------- | -------------------- | -------------------- |
| 2019                 | Lima (Perú)          | Medalla de bronce    | K2 1000 m            |
| 2019                 | Lima (Perú)          | Medalla de bronce    | K4 500 m             |